# Norbert Verdingh
Robert Jean Louis Norbert Verdingh (Hasselt, 22 november 1945 – aldaar, 1 juli 2021) is een Belgisch voormalig voetballer. Hij speelde in totaal veertien seizoenen in het eerste elftal van Excelsior FC Hasselt en KSC Hasselt en maakte 110 doelpunten in 312 wedstrijden.
Verdingh maakte zijn debuut op 10 augustus 1969 voor Antwerp FC in een met 3-0 verloren competitiewedstrijd tegen RBC Roosendaal. Tussen 1969 en 1971 maakte hij in 45 wedstrijden 12 doelpunten (waarvan 8 competitiedoelpunten) voor Antwerp.